# Felipa de Souza
Felipa de Souza (* 1556 in Tavira, Portugal; † um 1600 in Brasilien) war ein wegen Sodomie verurteiltes Opfer der Inquisition in der portugiesischen Kolonie Brasilien und Namensgeberin des Menschenrechtspreises der International Gay and Lesbian Human Rights Commission.
Noch in Portugal wurde de Souza wegen des Verbrechens der Sodomie aus einem Nonnenkloster vertrieben. Im Nordosten von Brasilien begann 1591 die römisch-katholische Inquisition zu arbeiten und ihre berüchtigte „Geständnissitzungen“ abzuhalten. Ihren Hauptsitz hatte sie in Salvador da Bahia, der damaligen Hauptstadt der Kolonie.
Am 20. August 1591 bekannte die 40-jährige Paula de Sequeiro – als eine der ersten – vor einem Gericht der Inquisition ihre Sünden. Dabei nannte sie die Witwe Felipa de Souza, als jemanden, mit der sie viele Momente der körperlichen Leidenschaft geteilt habe, und behauptete, seit zwei Jahren von ihr Liebesbriefe erhalten zu haben.
In dem Bewusstsein, dass das „schändliche und abnormale Verbrechen der Sodomie“ mit dem Tode bestraft wurde, aber jene, welche freiwillig gestanden, die Sympathie der Inquisitoren erwarben, traten viele von Panik erfasste Frauen hervor und gestanden intime Verhältnisse mit de Souza.
Sie muss wohl ziemlich viele Bedenken in der Kleinstadt Salvador ausgelöst haben, da sie die einzige der Angeklagten war, die sich letztendlich vor dem Gericht verantworten musste. Während der Verhandlung gestand sie, intime Beziehungen mit der erwähnten Frau gehabt zu haben, und sagte ohne Scham, dass ihr diese Beziehung viel Liebe und körperliche Zuneigung geboten habe.
Sie wurde für schuldig befunden, und das Strafmaß war weniger hart, als es zur selben Zeit in Europa bei vergleichbaren Fällen gewesen wäre. Am 4. Januar 1592 wurde de Souza dazu verurteilt, ins Exil zu gehen. Barfuß, mit einer einfachen Tunika bekleidet und eine brennende Kerze haltend, wurde sie ausgepeitscht, während sie dabei durch die Straßen von Salvador gehen musste, um als warnendes Beispiel für alle Einwohner zu dienen. Als geistige Buße wurde Souza gezwungen, 15 Freitage und neun Samstage nur mit Brot und Wasser zu fasten. Danach wurde sie aus dem Staat Bahia vertrieben, ihre Laster und ihren schlechten Ruf mitnehmend.
Neben der Schande und der öffentlichen Demütigung durch ihre Bestrafung und ihr Exil musste sie noch dazu die Kosten für das Gerichtsverfahren zahlen, 992 Réis, was dem Monatslohn eines Seefahrers oder drei Monatslöhnen eines Arbeiters entsprach.